# Robbevaart
De Robbevaart is een hoofdwatergang in de Wieringermeerpolder in de Nederlandse provincie Noord-Holland. De vaart loopt van de Hoekvaart naar de Hooge Kwelvaart. De Robbevaart heeft een lengte van 8,1 kilometer.